# 鉾井喬
鉾井 喬（ほこい たかし）は、日本の美術作家。東京藝術大学非常勤講師（デザイン科立体工房）。元NHK福島放送局報道カメラマン。福島県福島市在住。

## 人物・経歴
1984年、神奈川県出身。学生時代は人力飛行機サークルで鳥人間コンテストに参加し、パイロットとして空を飛んだ。以降風をテーマに作品を制作する。2008年、筑波大学芸術専門学群卒業。2010年、東京藝術大学大学院美術研究科デザイン専攻空間演出研究室修了。NHKに入局しNHK福島放送局に配属され、カメラマンとして活動を開始。
2011年、NHK入局1年目で東日本大震災を経験した。地震発生時、カメラの操作練習のためヘリの座席に座っていた鉾井は仙台空港で被災。パイロットはフライトを決断し、鉾井も同行した。上空から見る仙台はいつもと変わらず安堵したのも束の間、目下津波被害に直面し鉾井の撮影している映像はテレビで生放送された。
鉾井の撮影した映像は全世界2000以上のメディアに配信され、日本新聞協会賞をはじめ数々の賞を受賞したが自分は「一番安全な場所」にいただけであること、被災地と東京を往来し「安全圏」にいる自分に違和感を抱き、福島に向き合うために震災発生から2年後にNHKを辞職した。その後は福島県内の取材を続け、2016年に福島を題材とした紀行ドキュメンタリー映画『福島桜紀行』を発表した。

## 作品・出展
参照
- 2013年

土湯アラフドアートアニュアル（福島）
- 2014年

アラフドアートアニュアル2014（福島）
windscape（福島）
- 2015年

風景と心の復興∞（宮城）
時空を超える風景展（福島）
- 2016年

短編映画『福島桜紀行』発表、PFFアワード2016入選
感じる芸術祭「真鶴まちなーれ」（神奈川・真鶴）
かがわ・山なみ芸術祭（香川・綾川）
- 2017年

感じる芸術祭「真鶴まちなーれ」（神奈川・真鶴）
中之条ビエンナーレ（群馬）
かけがわ茶エンナーレ（静岡）
- 2018年

清山飯坂温泉芸術祭（福島）